# Alateivia

Die Alateivia ist eine germanische Göttin, möglicherweise zu den Matronen zählend, die einzig durch eine Weiheinschrift eines Altars aus Xanten überliefert ist.

## Auffindung und Inschrift
Der Stein wurde 1822 in einem Garten vor dem Clever Tor gefunden und gelangte zunächst in den Besitz eines örtlichen Pfarrers Spenrath, nach dessen Tod in die Sammlung von Philipp Houben. Nach Houbens Tod gelangte der Stein in den Besitz des Bonner Provinzial-Museums.
Der schlichte, kleine Votivstein (~ 33 × 22 cm) ist mit einem einfachen Sockel, Inschriftentafel und Gesims mit unbehauener Rückseite gefertigt. Die relativ ungestörte, fünfzeilige Inschrift – lediglich die jeweils äußeren Buchstaben der Zeilen 1–4 sind durch Abrieb beschädigt – ist gut lesbar. Das T+E im Göttinennamen ist als Ligatur ausgeführt:

„Alateivi/ae ex / iussu / Divos(!) / medicus“

Durch die ex iussu-Formel weist sich die Inschrift als Offenbarungs-Inschrift aus: der Arzt Divos stiftete auf Geheiß oder Anordnung der Göttin den Stein.

## Beiname und Deutung
In der Forschung stehen sich zwei wesentliche Deutungswege gegenüber. Die erste Deutung geht von einem Namen aus, der von einer heilenden Funktion der genannten Göttin ausgeht. Die zweite Deutung geht von einer universellen Göttin aus, die Jan de Vries vorsichtig als Hauptgöttin interpretiert und mit der Frija gleichsetzt oder vergleicht. Das auffällige Erstglied Ala- ist ein häufiges Element bei germanischen Götternamen wie beispielsweise die Alaferhviae, Alaterviae und Alagabiae belegen. Für das zweite Glied -teivia wurde durch den Diphthong -ei- ein Bezug zu vorgermanisch *deiṷos- = „Gott“ hergestellt. Das sich ergebende Kompositum hätte die Bedeutung „die Allgöttliche“. Jan de Vries lehnt a priori eine Heilfunktion ab, da eine Verbindung des stiftenden Arztes und seines Berufes mit der Funktion der Göttin rein hypothetisch sei.
Piergiuseppe Scardigli deutet die Namen mit Ala- als Nomina Agentis und die Alateiviae mit Vorbehalt als „alles Göttliche spendende“ Göttin/Matrone.
Günter Neumann geht einen anderen Weg. Zunächst weist er auf die Schwäche hin, dass -teiva aus vorgermanisch  *deiṷos- zur Zeit der Altarerrichtung zu -tīva monophthongiert war (germ. ī < idg. ei). Ad-hoc-Schreibungen sind eher unwahrscheinlich. Daher greift Neumann auf die ältere Sicht zurück, dass im Namen eine Verbindung zu einer heilenden Funktion vorliegt. Zunächst sei das inschriftliche -ei- eine ungenaue Schreibung für -e-. Des Weiteren setzt er einen Verbstamm an, wie er in gotisch taujan zu gataujan = „tun, wirken“, aus der Wurzel *tew-, und in althochdeutsch zouwen = „zurechtmachen“ vorliegt. Er deutet daher mit aller Vorsicht den Namen als „die völlig Heilende“ und weist darauf hin, dass damit ein Rektionskompositum und eine genaue formale Parallele zur Alagabiae vorliege.
Der Name gleicht der Namensform zahlreicher Matronen, so dass einige Forscher sie zu den Matronen zählen. Andere sehen sie jedoch als Einzelgöttin. Neumann zählt diese Gottheiten mit germanischen Namen vorsichtig zu einer gesonderten, den Matronen ähnlichen Gruppe einheimischer Göttinnen der Niederrhein-Region, die inschriftlich die Plural-Endung auf -ae zeigen, wie beispielsweise die Ahueccaniae. Die Alateiviae sieht er als ideales Vorbild für den Stifter, den Arzt Divo, deren Funktion Hilfe verheißt. Insofern ist sie nicht als Sondergottheit in der Definition Hermann Useners kategorisierbar, sondern eher als expressiv germanische Hilfs- und Situationsgottheit (siehe Mars Halamardus, Sinthgunt). Bei diesen germanischen Gottheiten werden durch die Namen ganz andere Vorstellungen thematisiert als vergleichsweise klassische germanische Gottheiten wie Donar/Thor, deren Name erkennbar in den Naturgewalten verankert ist.